# Gärdsholmen, Västerviks kommun
Gärdsholmen är en ö i fjärden Syrsan, Västra Eds socken, Västerviks kommun. Gärdsholmen har en yta på 24 hektar.
Fynd visar att Gärdsholmen utnyttjades för jakt och fiske redan under stenåldern. Under historisk tid har var plats för en gård om 1/8 mantal, där fiske och jordbruk kombinerats. I senare tid har gården bebott av samma släkt i sex generationer. 2012 fanns tre fastboende på ön. Öns högsta punkt är omkring 40 meter över havet. Stora delar av öns natur består av tallskog och före detta åkermark som nu är betesmarker.